# Night Train to Lisbon
Night Train to Lisbon (Comboio Noturno para Lisboa (título em Portugal) ou Trem Noturno para Lisboa (título no Brasil)) é um filme de Bille August, baseado na obra homónima do escritor suíço Pascal Mercier, coproduzido pela Alemanha, Suíça e Portugal.

## Sinopse
Raimund Gregorius, professor suíço de grego e latim, salva uma bela mulher portuguesa de se atirar de uma ponte em Berna, na Suíça. Na sequência deste incidente, depara-se com um livro escrito pelo autor português Amadeu do Prado, que fala sobre a resistência ao regime de ditadura militar. Obcecado com a história, Raimund decide apanhar o comboio para Lisboa para saber mais sobre o autor.

## Elenco
- Jeremy Irons… Raimund Gregorius
- Mélanie Laurent… Estefânia (jovem)
- Jack Huston… Amadeu
- Martina Gedeck… Mariana
- Tom Courtenay… João Eça
- August Diehl… Jorge O'Kelly (jovem)
- Bruno Ganz… Jorge O'Kelly
- Lena Olin… Estefânia
- Burghart Klaußner… Juiz Prado
- Nicolau Breyner… Silva
- Charlotte Rampling… Adriana do Prado
- Christopher Lee... Padre Bartolomeu
- Marco d'Almeida... João Eça (jovem)
- Beatriz Batarda... Adriana do Prado (jovem)
- Filipe Vargas... Padre Bartolomeu (jovem)
- Adriano Luz... Rui Luís Mendes, o carniceiro de Lisboa
- Sarah Bühlmann... Catarina Mendes

## Prémios e Indicações

### Prémios
Prémios Sophia[ligação inativa]
- Melhor Atriz Coadjuvante: Beatriz Batarda - 2014
- Melhor Direção de Arte: 2014
- Melhor Maquiagem: 2014

### Indicações
Prémios Sophia[ligação inativa]
- Melhor Filme: 2014
- Melhor Ator Coadjuvante: Marco d'Almeida - 2014
- Melhor Ator Coadjuvante: Adriano Luz - 2014